# Виру (волость)
Ви́ру (ест. Võru vald) — волость у повіті Вирумаа, Естонія.

## До адмінреформи 2017
Див. Q650672: Виру
Площа волості — 202,5 км², чисельність населення на 1 січня 2012 року становила 4821 особа. 
Адміністративний центр волості — місто Виру. До адмінреформи 2017 року до складу волості входили ще 3 селища (Косе, Парксепа і Вяймела) та 35 сіл:  Hannuste, Juba, Kasaritsa, Kirumpää, Kolepi, Koloreino, Kusma, Kärnamäe, Käätso, Lapi, Lompka, Loosu, Meegomäe, Meeliku, Mõisamäe, Mõksi, Navi, Nooska, Palometsa, Puiga, Raiste, Raudsepa, Roosisaare, Räpo, Sika, Tagaküla, Tootsi, Umbsaare, Vagula, Vana-Nursi, Verijärve, Võlsi, Võrumõisa, Võrusoo тa Väiso.

## Після адмінреформи
До складу реформованої волості Виру було приєднано волості: Вастселійна, Ласва, Симерпалу, Орава.